# Varnums landskommun, Värmland
För landskommunen med samma namn i Västergötland, se Varnums landskommun, Västergötland.
Varnums landskommun var en tidigare kommun i Värmlands län.

## Administrativ historik
Kommunen bildades i Varnums socken i Ölme härad i Värmland när 1862 års kommunalförordningar trädde i kraft. Kommunen benämndes även Kristinehamns landskommun. 
Ett år innan den landsomfattande kommunreformen 1952 gick den 1951 upp i Kristinehamns stad som 1971 ombildades till Kristinehamns kommun.

## Geografi
Varnums landskommun hade vid dess avskaffande den 31 december 1950 en area på 211,29 km², varav 202,45 km² var land.

## Kommunvapen
Varnums landskommun förde inte något vapen.

## Politik

### Mandatfördelning i landskommunen 1938-1946
| 10 | 2 | 5 | 3 |

| 20 |

| 9 | 3 | 5 | 3 |

| 20 |

| 3 | 6 | 4 | 4 | 3 |

| 20 |